# Lực lượng Thanh niên xung phong Thành phố Hồ Chí Minh
Lực lượng Thanh niên xung phong (TNXP) TP. Hồ Chí Minh là lực lượng tập hợp thanh niên hoạt động " Xung kích " trực thuộc Ủy ban nhân dân Thành phố Hồ Chí Minh.

## Hình thành
Sau sự kiện 30 tháng 4 năm 1975, thực hiện chủ trương của thành phố, Thành đoàn TNCS Hồ Chí Minh TP. Hồ Chí Minh đã lập các Đội Thanh niên Xung phong làm nhiệm vụ ở những huyện ngoại thành thành phố. Các Đội Thanh niên xung kích, Thanh niên tình nguyện là tiền thân, là cơ sở để hình thành 2 Tổng đội TNXP (Thành đoàn TP. Hồ Chí Minh và TNXP thuộc Ban Khai hoang xây dựng kinh tế mới Trung ương).
Ngày 28.3.1976, tổ chức TNXP TP. Hồ Chí Minh chính thức được thành lập với 2 Tổng đội (Tổng đội TNXP Thành đoàn và Tổng đội TNXP xây dựng kinh tế mới Trung ương)
Ngày 6.9.1977, 2 Tổng đội TNXP được UBND TP. Hồ Chí Minh quyết định sáp nhập thành Lực lượng TNXP thành phố Hồ Chí Minh gồm 9 phòng nghiệp vụ, trường huấn luyện, 9 tổng đội và 1 công trường với 25.000 cán bộ, đội viên.
.

## Nhiệm Vụ
Vai trò và nhiệm vụ của Lực lượng TNXP Thành phố Hồ Chí Minh được thể hiện qua từng giai đoạn:

### Từ năm 1976 đến cuối năm 1979:
- Xây dựng các vùng kinh tế mới, lượng hậu bị quốc phòng và rèn luyện, giáo dục thanh niên thành con người có ích cho xã hội.

### Từ năm 1980 đến 1989:
- Tổng Đội 1 và Tổng Đội 5: sáp nhập thành Tổng Đội 1 (Trường Giáo dục Lao động Công Nông nghiệp 1) với nhiệm vụ lâu dài là trồng cây công nghiệp tại huyện Đắk Nông, tỉnh Đắk Lắk.
- Tổng Đội 2 (Nông trường Phạm Văn Hai) và Tổng Đội 4 (Nông trường Phạm Văn Cội): sáp nhập thành Tổng Đội 2 với nhiệm vụ hợp đồng với Nông trường Phạm Văn Hai để khai hoang lên liếp trồng thơm.
- Tổng Đội 3 (biên giới), Tổng Đội 7 (Nông trường Lê Minh Xuân) và một bộ phận Tổng Đội 4 (Nông trường Phạm Văn Cội) sáp nhập thành Công trường Nhị Xuân, có nhiệm vụ khai hoang trồng mía tại xã Xuân Thới Sơn, huyện Hóc Môn (sau là Nông trường Nhị Xuân).
- Tổng Đội 9 (Nông trường Lê Minh Xuân) và Tổng Đội 6 (tỉnh Kiên Giang) sáp nhập thành Tổng Đội 4 với nhiệm vụ sản xuất tự túc cho Lực lượng TNXP thành phố tại An Biên - Kiên Giang.

### Từ năm 1989 đến 1994:
Lực lượng TNXP Thành phố Hồ Chí Minh có hai nhiệm vụ chủ yếu là làm kinh tế có hiệu quả và giáo dục, rèn luyện thanh niên thành người lao động mới.
Lực lượng TNXP TP. Hồ Chí Minh chuyển đổi cơ chế từ chế độ bao cấp sang chế độ hạch toán kinh tế đầy đủ với 2 nhiệm vụ cơ bản là kinh tế và xã hội.

### Từ 1995 đến 2005:
Lực lượng TNXP Thành phố Hồ Chí Minh có hai nhiệm vụ thứ nhất: Tổ chức, quản lý các lực lượng xung kích làm công tác xã hội và sự nghiệp phát triển kinh tế.
Nhiệm vụ thứ hai: Quản lý các đơn vị sản xuất kinh doanh của Lực lượng TNXP thành phố đã được thành lập.

### Từ 2006 đến 2012:
1. Góp phần giải quyết các vấn đề về môi sinh – môi trường, chỉnh trang đô thị, xây dựng nhà ở và các khu tái định cư; tham gia xây dựng các công trình thủy lợi, thủy điện, giao thông, các công trình công cộng và dịch vụ công ích; tham gia bảo đảm trật tự an toàn giao thông đường bộ và bảo đảm trật tự - an toàn xã hội trên địa bàn thành phố.
2. Tiếp nhận, quản lý, tổ chức lao động sản xuất, giáo dục dạy nghề cho người còn trong độ tuổi lao động nhưng lang thang, ăn xin, sinh sống nơi công cộng trên địa bàn thành phố theo quy định của pháp luật. 
3. Tiếp nhận, quản lý, chữa trị, giáo dục, dạy nghề, giải quyết việc làm cho người nghiện ma túy và người sau cai nghiện ma túy.
4. Tham gia chương trình trồng và chế biến cao su tại nước Cộng hòa dân chủ nhân dân Lào.
5. Quản lý các doanh nghiệp nhà nước thuộc Lực lượng TNXP, quản lý vốn sở hữu nhà nước theo ủy nhiệm của UBND thành phố tại các doanh nghiệp được thành lập và hoạt động theo quy định của Luật Doanh nghiệp
6. Tập hợp và tổ chức cho một bộ phận thanh niên thành phố tham gia xây dựng kinh tế - xã hội có hiệu quả, đóng góp cho ngân sách nhà nước và hỗ trợ thực hiện các nhiệm vụ xã hội được giao; thông qua thực hiện nhiệm vụ kinh tế - xã hội để giáo dục, đào tạo, dạy nghề, rèn luyện thanh niên trở thành con người mới Xã hội chủ nghĩa.
7. Xây dựng lực lượng hậu bị quốc phòng, sẵn sàng thực hiện các nhiệm vụ đột xuất do thành phố giao. "
Hiện nay, Lực lượng TNXP thành phố đang quản lý 05 đơn vị sự nghiệp, 01 Công ty TNHH một thành viên, 02 công ty cổ phần và Cơ quan Lực lượng TNXP.

## Thành tích
- 01 Huân chương Độc lập hạng nhất; 01 Huân chương Độc lập hạng nhì.
- Hàng trăm Huân chương Lao động hạng nhất, hạng nhì và hạng ba.
- Nhiều Huân chương chiến công, Bằng khen Hội đồng Bộ trưởng (Thủ tướng Chính phủ), Bằng khen cấp Bộ và Huy chương, Huy hiệu Dũng sĩ giữ nước.
- Hàng ngàn Bằng khen, Giấy khen của Ủy ban nhân dân thành phố và các đơn vị Quân đội, Sở, Ngành.
- Hàng chục đơn vị được tặng cờ thi đua xuất sắc, điển hình tiên tiến, đơn vị dẫn đầu phong trào thi đua ngành.
- Hàng ngàn chiến sĩ thi đua các cấp.
Đặc biệt, năm 1986, Lực lượng TNXP TP. Hồ Chí Minh đã được Nhà nước khen thưởng danh hiệu cao quý "Đơn vị Anh hùng Lao động". Năm 2006, kỷ niệm 30 năm xây dựng và phát triển, Lực lượng TNXP Thành phố đã được Chủ tịch nước tặng danh hiệu Anh hùng Lao động (trong thời kỳ đổi mới).